# 鶴翅雀
鶴翅雀（學名Geranopterus）是一類已滅絕的佛法僧目。牠們生存於始新世晚期至中新世早期的歐洲。